# Haythem Guirat
Haythem Guirat (* 13. November 1990) ist ein tunesischer Fußballschiedsrichter.
Guirat leitet seit der Saison 2019/20 Spiele im Championnat de Tunisie; bislang hatte er über 35 Einsätze.
Seit 2016 steht er auf der Liste der FIFA-Schiedsrichter und leitet internationale Fußballspiele.
Beim Afrika-Cup 2019 in Ägypten pfiff Guirat ein Spiel in der Gruppenphase. Beim Afrika-Cup der Frauen 2022 in Marokko, beim U-23-Afrika-Cup 2023 in Marokko sowie beim Afrika-Cup 2024 in der Elfenbeinküste wurde er jeweils als Videoschiedsrichter eingesetzt.
Zudem leitet er Spiele in der CAF Champions League (vier Partien), bei der U-20-Afrikameisterschaft 2019 im Niger, bei der Afrikanischen Nationenmeisterschaft 2021 in Kamerun und 2023 in Algerien, in der afrikanischen WM-Qualifikation (eine Partie) sowie diverse Qualifikations- und Freundschaftsspiele.